# Біштинек
Бішти́нек (пол. Bisztynek, нім. Bischofstein) — місто в північно-східній Польщі.
Належить до Бартошицького повіту Вармінсько-Мазурського воєводства.

## Демографія
Демографічна структура станом на 31 березня 2011 року:
|          | Загалом | Допрацездатний вік | Працездатний вік | Постпрацездатний вік |
| -------- | ------- | ------------------ | ---------------- | -------------------- |
| Чоловіки | 1207    | 241                | 863              | 103                  |
| Жінки    | 1347    | 225                | 863              | 259                  |
| Разом    | 2554    | 466                | 1726             | 362                  |